# Bitinija i Pont
Bitinija i Pont je bila rimska provincija. Nalazila se na crnomorskim obalama poluotoka Male Azije. Nastala je spajanjem bivših pokorenih kraljevstava Bitinije, koje je Rim pripojio 74. pr. Kr. i Pontskog Kraljevstva koje je Rim pripojio nakon pobjede u Mitridatskim ratovima 63. pr. Kr.